# Mistrzostwa Azji w Piłce Siatkowej Mężczyzn 2023
Mistrzostwa Azji w Piłce Siatkowej Mężczyzn 2023 – 22. edycja siatkarskich mistrzostw Azji zorganizowana przez Azjatycką Konfederację Piłki Siatkowej (AVC) w dniach 19-26 sierpnia 2023 roku w Iranie. Wzięło w niej udział 17 reprezentacji.
Turniej pełnił rolę kwalifikacji do Mistrzostw Świata 2025.

## Obiekty sportowe
| Urmia, Iran      | Urmia, Iran             |
| ---------------- | ----------------------- |
| Ghadir Arena     | Shahidan Ahandoust Hall |
| Pojemność: 6 000 | Pojemność: 3 000        |
|                  |                         |

## Drużyny uczestniczące
W Mistrzostwach Azji 2021 udział wzięło ostatecznie 17 reprezentacji. Do turnieju zakwalifikowała się reprezentacje Australii i Arabii Saudyjskiej na podstawie miejsc zajętych na Mistrzostwach Azji 2021, jednak zrezygnowały z udziału. Z dzikich kart nie skorzystały reprezentacje Sri Lanki, Filipin i Kuwejtu. Reprezentacja Mongolii wycofała się na dwa dni przed rozpoczęciem turnieju.
| Reprezentacja    | Występy | Miejsce na MA 2021 | Poprzedni występ | Najlepszy wynik                                                   |
| ---------------- | ------- | ------------------ | ---------------- | ----------------------------------------------------------------- |
| Afganistan       | 3       | —                  | 2013             | 15. miejsce (2011)                                                |
| Bahrajn          | 11      | 10. miejsce        | 2021             | 8. miejsce (1987)                                                 |
| Bangladesz       | 3       | —                  | 1993             | 16. miejsce (1993)                                                |
| Chiny            | 22      | 3. miejsce         | 2021             | 1. miejsce (1979, 1997, 1999)                                     |
| Chińskie Tajpej  | 20      | 4. miejsce         | 2021             | 4. miejsce (1983, 1997, 2021)                                     |
| Hongkong         | 9       | 14. miejsce        | 2021             | 10. miejsce (1983)                                                |
| Indie            | 19      | 9. miejsce         | 2021             | 4. miejsce (2005)                                                 |
| Indonezja        | 11      | —                  | 2019             | 4. miejsce (2017)                                                 |
| Irak             | 6       | —                  | 2017             | 7. miejsce (1989)                                                 |
| Iran             | 20      | 1. miejsce         | 2021             | 1. miejsce (2011, 2013, 2019, 2021)                               |
| Japonia          | 22      | 2. miejsce         | 2021             | 1. miejsce (1975, 1983, 1987, 1991, 1995, 2005, 2009, 2015, 2017) |
| Katar            | 17      | 5. miejsce         | 2021             | 4. miejsce (2015)                                                 |
| Kazachstan       | 14      | 11. miejsce        | 2021             | 2. miejsce (1993, 2017)                                           |
| Korea Południowa | 22      | 8. miejsce         | 2021             | 1. miejsce (1989, 1993, 2001, 2003)                               |
| Mongolia         | 1       | —                  | debiutant        | debiutant                                                         |
| Pakistan         | 16      | 7. miejsce         | 2021             | 4. miejsce (1989)                                                 |
| Tajlandia        | 17      | 15. miejsce        | 2021             | 5. miejsce (2005)                                                 |
| Uzbekistan       | 6       | 13. miejsce        | 2021             | 13. miejsce (2021)                                                |

## System rozgrywek
Turniej składał się z dwóch etapów. W fazie grupowej zespoły podzielone na sześć grup rozgrywały mecze w systemie kołowym "każdy z każdym". Po dwie najlepsze drużyny z każdej grupy trafiły do fazy Final 12. W fazie tej utworzono sześć par z rozstawieniem zwycięzców grup, do których dolosowano ekipy z drugich miejsc w grupach (pary A1-x2, B1-x2, C1-x2, D1-x2, E1-x2, F1-x2). Wygrani par, w których znaleźli się zwycięzcy grup A i B (czyli grup z najwyżej notowanymi drużynami podczas losowania grup) awansowali bezpośrednio do półfinałów mistrzostw. Pozostali wygrani utworzyli pary ćwierćfinałowe: wygrany(C1-x2)-wygrany(F1-x2) oraz wygrany(D1-x2)-wygrany(E1-x2). Wygrani ćwierćfinałów stali się rywalami zwycięzców par, odpowiednio: A1-x2 i B1-x2. Zwycięzcy półfinałów zagrali mecz o złoty medal, a przegrani o 3. miejsce. Przegrani ćwierćfinałów zagrali w meczu o 5. miejsce.
Przegrani w meczach pierwszej rundy Final 12 wzięły udział w rywalizacji o miejsca 7.-12. na analogicznych zasadach co rozgrywki najlepszej szóstki turnieju. W pierwszym etapie utworzono pary przegrany(C1-x2)-przegrany(F1-x2) oraz przegrany(D1-x2)-przegrany(E1-x2). Przegrani w tych parach zagrali mecz o 11. miejsce, natomiast wygrani zagrali w drugiej rundzie, w której stali się rywalami przegranych par Final 12, odpowiednio A1-x2 i B1-x2. Reprezentacje, które wygrały w drugiej rundzie zmierzyły się ze sobą w meczu o 7. miejsce, przegrani - o 9. miejsce.
Drużyny z 3. miejsc w grupach wzięły udział w rywalizacji o miejsca 13.-17 według z góry ustalonej drabinki. W pierwszym etapie rywalizacji o miejsca 13.-17. wzięły udział drużyny z grup B, C, D i E (pary B3-C3 oraz D3-E3). Z powodu rezygnacji Mongolii (D3) drużyna E3 awansowała automatycznie do kolejnej rundy, a przegrany pary B3-C3 zajął 17. miejsce w końcowej klasyfikacji. Zwycięzcy par drugiego etapu rywalizacji (pary A3-wygrany[B3-C3] oraz E3-F3) rozegrali mecz o 13. miejsce, a przegrani - o 15. miejsce.
Mistrz, Wicemistrz i brązowy medalista Mistrzostw Azji 2023 otrzymali prawo gry w Mistrzostwach Świata 2025.

## Losowanie grup
Losowanie grup Mistrzostw Azji 2023 odbyło się 16 marca 2023 roku w Bangkoku. Gospodarz – Iran – oraz 11 drużyn najwyżej sklasyfikowanych na poprzednich mistrzostw kontynentu (nie licząc Iranu) – zostały przypisane do sześciu grup metodą serpentyny. Pozostali uczestnicy turnieju trafili do poszczególnych grup na drodze losowania. W nawiasach podano miejsca osiągnięte na Mistrzostwach Azji 2021.
| Grupa A          | Grupa B         | Grupa C         | Grupa D             | Grupa E    | Grupa F              |
| ---------------- | --------------- | --------------- | ------------------- | ---------- | -------------------- |
| Iran (gospodarz) | Japonia (2)     | Chiny (3)       | Chińskie Tajpej (5) | Katar (5)  | Pakistan (7)         |
| Hongkong (14)    | Uzbekistan (13) | Kazachstan (11) | Bahrajn (10)        | Indie (9)  | Korea Południowa (8) |
| Irak             | Tajlandia       | Indonezja       | Mongolia*           | Afganistan | Bangladesz           |

* drużyna wycofała się z rozgrywek.

## Wyniki
Wszystkie godziny według strefy czasowej UTC+03:30.

### Faza grupowa
awans do Final 12
     rywalizacja o miejsca 13.-17.

#### Grupa A
| Lp. | Drużyna  | Mecze | Mecze   | Mecze   | Pkt | Sety | Sety | Sety  | Małe punkty | Małe punkty | Małe punkty |
| Lp. | Drużyna  | M     | W (3:2) | P (2:3) | Pkt | wyg. | prz. | ratio | zdob.       | str.        | ratio       |
| --- | -------- | ----- | ------- | ------- | --- | ---- | ---- | ----- | ----------- | ----------- | ----------- |
| 1   | Iran     | 2     | 2 (0)   | 0 (0)   | 6   | 6    | 1    | 6.000 | 169         | 111         | 1.523       |
| 2   | Irak     | 2     | 1 (1)   | 1 (0)   | 2   | 4    | 5    | 0.800 | 167         | 193         | 0.865       |
| 3   | Hongkong | 2     | 0 (0)   | 2 (1)   | 1   | 2    | 6    | 0.333 | 144         | 176         | 0.818       |

Źródło: live.app.fivb.com 
Punktacja: 3:0 i 3:1 – 3 pkt; 3:2 – 2 pkt; 2:3 – 1 pkt; 1:3 i 0:3 – 0 pkt
Zasady ustalania kolejności: 1. liczba zwycięstw; 2. liczba punktów; 3. stosunek setów; 4. stosunek małych punktów; 5. bilans w bezpośrednich meczach
| Data  | Godz. | Drużyna 1 | Wynik | Drużyna 2 | 1     | 2     | 3     | 4     | 5     | Widzów | *  |
| ----- | ----- | --------- | ----- | --------- | ----- | ----- | ----- | ----- | ----- | ------ | -- |
| 19.08 | 16:15 | Hongkong  | 2:3   | Irak      | 21:25 | 16:25 | 25:14 | 25:22 | 12:15 | 350    | 4  |
| 20.08 | 19:15 | Iran      | 3:0   | Hongkong  | 25:14 | 25:15 | 25:16 |       |       | 7000   | 11 |
| 21.08 | 19:15 | Irak      | 1:3   | Iran      | 25:19 | 12:25 | 15:25 | 14:25 |       | 6000   | 17 |

#### Grupa B
| Lp. | Drużyna    | Mecze | Mecze   | Mecze   | Pkt | Sety | Sety | Sety  | Małe punkty | Małe punkty | Małe punkty |
| Lp. | Drużyna    | M     | W (3:2) | P (2:3) | Pkt | wyg. | prz. | ratio | zdob.       | str.        | ratio       |
| --- | ---------- | ----- | ------- | ------- | --- | ---- | ---- | ----- | ----------- | ----------- | ----------- |
| 1   | Japonia    | 2     | 2 (0)   | 0 (0)   | 6   | 6    | 0    | MAX   | 150         | 102         | 1.471       |
| 2   | Tajlandia  | 2     | 1 (0)   | 1 (0)   | 3   | 3    | 3    | 1.000 | 137         | 128         | 1.070       |
| 3   | Uzbekistan | 2     | 0 (0)   | 2 (0)   | 0   | 0    | 6    | 0.000 | 93          | 150         | 0.620       |

Źródło: live.app.fivb.com 
Punktacja: 3:0 i 3:1 – 3 pkt; 3:2 – 2 pkt; 2:3 – 1 pkt; 1:3 i 0:3 – 0 pkt
Zasady ustalania kolejności: 1. liczba zwycięstw; 2. liczba punktów; 3. stosunek setów; 4. stosunek małych punktów; 5. bilans w bezpośrednich meczach
| Data  | Godz. | Drużyna 1  | Wynik | Drużyna 2  | 1     | 2     | 3     | 4 | 5 | Widzów | *  |
| ----- | ----- | ---------- | ----- | ---------- | ----- | ----- | ----- | - | - | ------ | -- |
| 19.08 | 13:15 | Japonia    | 3:0   | Tajlandia  | 25:19 | 25:21 | 25:22 |   |   | 1200   | 1  |
| 20.08 | 13:15 | Uzbekistan | 0:3   | Japonia    | 8:25  | 19:25 | 13:25 |   |   | 1500   | 7  |
| 21.08 | 13:15 | Tajlandia  | 3:0   | Uzbekistan | 25:17 | 25:20 | 25:16 |   |   | 1000   | 13 |

#### Grupa C
| Lp. | Drużyna    | Mecze | Mecze   | Mecze   | Pkt | Sety | Sety | Sety  | Małe punkty | Małe punkty | Małe punkty |
| Lp. | Drużyna    | M     | W (3:2) | P (2:3) | Pkt | wyg. | prz. | ratio | zdob.       | str.        | ratio       |
| --- | ---------- | ----- | ------- | ------- | --- | ---- | ---- | ----- | ----------- | ----------- | ----------- |
| 1   | Chiny      | 2     | 2 (2)   | 0 (0)   | 4   | 6    | 4    | 1.500 | 220         | 203         | 1.084       |
| 2   | Indonezja  | 2     | 1 (0)   | 1 (1)   | 4   | 5    | 4    | 1.250 | 206         | 191         | 1.079       |
| 3   | Kazachstan | 2     | 0 (0)   | 2 (1)   | 1   | 3    | 6    | 0.500 | 174         | 206         | 0.845       |

Źródło: live.app.fivb.com 
Punktacja: 3:0 i 3:1 – 3 pkt; 3:2 – 2 pkt; 2:3 – 1 pkt; 1:3 i 0:3 – 0 pkt
Zasady ustalania kolejności: 1. liczba zwycięstw; 2. liczba punktów; 3. stosunek setów; 4. stosunek małych punktów; 5. bilans w bezpośrednich meczach
| Data  | Godz. | Drużyna 1  | Wynik | Drużyna 2  | 1     | 2     | 3     | 4     | 5     | Widzów | *  |
| ----- | ----- | ---------- | ----- | ---------- | ----- | ----- | ----- | ----- | ----- | ------ | -- |
| 19.08 | 13:15 | Indonezja  | 2:3   | Chiny      | 22:25 | 25:22 | 19:25 | 28:26 | 13:15 | 600    | 2  |
| 20.08 | 13:15 | Kazachstan | 1:3   | Indonezja  | 26:24 | 19:25 | 12:25 | 21:25 |       | 500    | 8  |
| 21.08 | 13:15 | Chiny      | 3:2   | Kazachstan | 20:25 | 25:17 | 22:25 | 25:17 | 15:12 | 300    | 14 |

#### Grupa D
| Lp. | Drużyna         | Mecze | Mecze   | Mecze   | Pkt | Sety | Sety | Sety  | Małe punkty | Małe punkty | Małe punkty |
| Lp. | Drużyna         | M     | W (3:2) | P (2:3) | Pkt | wyg. | prz. | ratio | zdob.       | str.        | ratio       |
| --- | --------------- | ----- | ------- | ------- | --- | ---- | ---- | ----- | ----------- | ----------- | ----------- |
| 1   | Chińskie Tajpej | 2     | 2 (1)   | 0 (0)   | 5   | 6    | 2    | 3.000 | 185         | 104         | 1.779       |
| 2   | Bahrajn         | 2     | 1 (0)   | 1 (1)   | 4   | 5    | 3    | 1.667 | 179         | 110         | 1.627       |
| 3   | Mongolia        | 2     | 0 (0)   | 2 (0)   | 0   | 0    | 6    | 0.000 | 0           | 150         | 0.000       |

Źródło: live.app.fivb.com 
Punktacja: 3:0 i 3:1 – 3 pkt; 3:2 – 2 pkt; 2:3 – 1 pkt; 1:3 i 0:3 – 0 pkt
Zasady ustalania kolejności: 1. liczba zwycięstw; 2. liczba punktów; 3. stosunek setów; 4. stosunek małych punktów; 5. bilans w bezpośrednich meczach
| Data  | Godz. | Drużyna 1       | Wynik   | Drużyna 2       | 1     | 2     | 3     | 4     | 5     | Widzów | *  |
| ----- | ----- | --------------- | ------- | --------------- | ----- | ----- | ----- | ----- | ----- | ------ | -- |
| 19.08 | 19:15 | Chińskie Tajpej | 3:0 (w) | Mongolia        | 25:0  | 25:0  | 25:0  |       |       |        |    |
| 20.08 | 19:15 | Bahrajn         | 2:3     | Chińskie Tajpej | 25:23 | 25:22 | 21:25 | 22:25 | 11:15 | 250    | 12 |
| 21.08 | 19:15 | Mongolia        | 0:3 (w) | Bahrajn         | 0:25  | 0:25  | 0:25  |       |       |        |    |

W związku z wycofaniem się Mongolii, drużynom Chińskiego Tajpej i Bahrajnu przyznano walkowery.

#### Grupa E
| Lp. | Drużyna    | Mecze | Mecze   | Mecze   | Pkt | Sety | Sety | Sety  | Małe punkty | Małe punkty | Małe punkty |
| Lp. | Drużyna    | M     | W (3:2) | P (2:3) | Pkt | wyg. | prz. | ratio | zdob.       | str.        | ratio       |
| --- | ---------- | ----- | ------- | ------- | --- | ---- | ---- | ----- | ----------- | ----------- | ----------- |
| 1   | Katar      | 2     | 2 (0)   | 0 (0)   | 6   | 6    | 0    | MAX   | 150         | 112         | 1.339       |
| 2   | Indie      | 2     | 1 (0)   | 1 (0)   | 3   | 3    | 4    | 0.750 | 156         | 157         | 0.994       |
| 3   | Afganistan | 2     | 0 (0)   | 2 (0)   | 0   | 1    | 6    | 0.167 | 136         | 173         | 0.786       |

Źródło: live.app.fivb.com 
Punktacja: 3:0 i 3:1 – 3 pkt; 3:2 – 2 pkt; 2:3 – 1 pkt; 1:3 i 0:3 – 0 pkt
Zasady ustalania kolejności: 1. liczba zwycięstw; 2. liczba punktów; 3. stosunek setów; 4. stosunek małych punktów; 5. bilans w bezpośrednich meczach
| Data  | Godz. | Drużyna 1  | Wynik | Drużyna 2  | 1     | 2     | 3     | 4     | 5 | Widzów | *  |
| ----- | ----- | ---------- | ----- | ---------- | ----- | ----- | ----- | ----- | - | ------ | -- |
| 19.08 | 16:15 | Katar      | 3:0   | Indie      | 25:20 | 25:19 | 25:19 |       |   | 750    | 3  |
| 20.08 | 16:15 | Afganistan | 0:3   | Katar      | 19:25 | 16:25 | 19:25 |       |   | 5000   | 9  |
| 21.08 | 16:15 | Indie      | 3:1   | Afganistan | 25:15 | 25:23 | 23:25 | 25:19 |   | 200    | 16 |

#### Grupa F
| Lp. | Drużyna          | Mecze | Mecze   | Mecze   | Pkt | Sety | Sety | Sety  | Małe punkty | Małe punkty | Małe punkty |
| Lp. | Drużyna          | M     | W (3:2) | P (2:3) | Pkt | wyg. | prz. | ratio | zdob.       | str.        | ratio       |
| --- | ---------------- | ----- | ------- | ------- | --- | ---- | ---- | ----- | ----------- | ----------- | ----------- |
| 1   | Korea Południowa | 2     | 2 (0)   | 0 (0)   | 6   | 6    | 1    | 6.000 | 183         | 160         | 1.144       |
| 2   | Pakistan         | 2     | 1 (0)   | 1 (0)   | 3   | 4    | 3    | 1.333 | 175         | 160         | 1.094       |
| 3   | Bangladesz       | 2     | 0 (0)   | 2 (0)   | 0   | 0    | 6    | 0.000 | 112         | 150         | 0.747       |

Źródło: live.app.fivb.com 
Punktacja: 3:0 i 3:1 – 3 pkt; 3:2 – 2 pkt; 2:3 – 1 pkt; 1:3 i 0:3 – 0 pkt
Zasady ustalania kolejności: 1. liczba zwycięstw; 2. liczba punktów; 3. stosunek setów; 4. stosunek małych punktów; 5. bilans w bezpośrednich meczach
| Data  | Godz. | Drużyna 1        | Wynik | Drużyna 2        | 1     | 2     | 3     | 4     | 5 | Widzów | *  |
| ----- | ----- | ---------------- | ----- | ---------------- | ----- | ----- | ----- | ----- | - | ------ | -- |
| 19.08 | 19:15 | Bangladesz       | 0:3   | Korea Południowa | 19:25 | 22:25 | 19:25 |       |   | 800    | 5  |
| 20.08 | 16:15 | Pakistan         | 3:0   | Bangladesz       | 25:16 | 25:14 | 25:22 |       |   | 200    | 10 |
| 21.08 | 16:15 | Korea Południowa | 3:1   | Pakistan         | 26:28 | 25:20 | 32:30 | 25:22 |   | 6000   | 15 |

### Faza play-off

#### Drabinka
|  |                   |                   |                   |           |       |                        |                        |                        |                    |                    |                        |                        |                        |                  |                  |                  |          |          |   |  |              |                   |                   |                   |                   |                   |                   |           |  |  |       |       |       |
|  | Mecz o 7. miejsce | Mecz o 7. miejsce | Mecz o 7. miejsce |           |       | Mecze o 7.-10. miejsce | Mecze o 7.-10. miejsce | Mecze o 7.-10. miejsce |                    |                    | Mecze o 7.-12. miejsce | Mecze o 7.-12. miejsce | Mecze o 7.-12. miejsce |                  |                  | Finał 12         | Finał 12 | Finał 12 |   |  | Ćwierćfinały | Ćwierćfinały      | Ćwierćfinały      |                   |                   | Półfinały         | Półfinały         | Półfinały |  |  | Finał | Finał | Finał |
|  | Mecz o 7. miejsce | Mecz o 7. miejsce | Mecz o 7. miejsce |           |       | Mecze o 7.-10. miejsce | Mecze o 7.-10. miejsce | Mecze o 7.-10. miejsce |                    |                    | Mecze o 7.-12. miejsce | Mecze o 7.-12. miejsce | Mecze o 7.-12. miejsce |                  |                  | Finał 12         | Finał 12 | Finał 12 |   |  | Ćwierćfinały | Ćwierćfinały      | Ćwierćfinały      |                   |                   | Półfinały         | Półfinały         | Półfinały |  |  | Finał | Finał | Finał |
|  |                   |                   |                   |           |       |                        |                        |                        |                    |                    |                        |                        |                        |                  |                  |                  |          |          |   |  |              |                   |                   |                   |                   |                   |                   |           |  |  |       |       |       |
|  |                   |                   |                   |           |       |                        |                        |                        |                    |                    |                        |                        |                        |                  |                  |                  |          |          |   |  |              |                   |                   |                   |                   |                   |                   |           |  |  |       |       |       |
|  | Pakistan          | Pakistan          | 3                 |           |       |                        | Iran                   | Iran                   | 3                  |                    |                        |                        | Iran                   | Iran             | 3                |                  |          |          |   |  |              |                   |                   |                   |                   |                   |                   |           |  |  |       |       |       |
|  | Pakistan          | Pakistan          | 3                 |           |       |                        | Iran                   | Iran                   | 3                  |                    |                        |                        | Iran                   | Iran             | 3                |                  |          |          |   |  |              |                   |                   |                   |                   |                   |                   |           |  |  |       |       |       |
|  |                   |                   | Indonezja         | Indonezja | 2     |                        |                        |                        |                    |                    |                        |                        | Pakistan               | Pakistan         | 0                |                  |          |          |   |  |              |                   | Chiny             | Chiny             | 0                 |                   |                   |           |  |  |       |       |       |
|  |                   |                   |                   | Indonezja | 2     |                        |                        |                        |                    |                    |                        |                        | Pakistan               | Pakistan         | 0                |                  |          |          |   |  |              |                   | Chiny             | Chiny             | 0                 |                   |                   |           |  |  |       |       |       |
|  |                   |                   |                   |           |       |                        |                        |                        |                    |                    |                        |                        |                        |                  |                  |                  |          |          |   |  |              |                   |                   |                   |                   |                   |                   |           |  |  |       |       |       |
|  |                   |                   |                   |           |       |                        |                        |                        |                    |                    |                        |                        |                        |                  |                  |                  |          |          |   |  |              |                   |                   |                   |                   |                   |                   |           |  |  |       |       |       |
|  | Chiny             | Chiny             | 3                 |           |       |                        |                        |                        |                    |                    |                        |                        |                        |                  |                  |                  |          |          |   |  |              |                   |                   |                   |                   |                   |                   |           |  |  |       |       |       |
|  | Chiny             | Chiny             | 3                 |           |       |                        |                        |                        |                    |                    |                        |                        |                        |                  |                  |                  |          |          |   |  |              |                   |                   |                   |                   |                   |                   |           |  |  |       |       |       |
|  |                   |                   | Indie             | Indie     | 2     |                        |                        |                        |                    |                    |                        |                        |                        |                  |                  |                  |          |          |   |  |              |                   |                   |                   |                   |                   |                   |           |  |  |       |       |       |
|  | Pakistan          | Pakistan          | Indie             | Indie     | 2     | 3                      | Indie                  | Indie                  | 0                  |                    |                        |                        |                        | Chiny            | Chiny            | 3                | Iran     | Iran     | 0 |  |              |                   |                   |                   |                   |                   |                   |           |  |  |       |       |       |
|  | Pakistan          | Pakistan          |                   |           |       |                        |                        | Indie                  | 0                  |                    |                        |                        |                        | Chiny            | Chiny            | 3                | Iran     | Iran     | 0 |  |              |                   |                   |                   |                   |                   |                   |           |  |  |       |       |       |
|  | Bahrajn           | Bahrajn           | 1                 |           |       |                        |                        | Indonezja              | Indonezja          | 3                  |                        |                        |                        |                  | Korea Południowa | Korea Południowa | 1        |          |   |  |              | Japonia           | Japonia           | 3                 |                   |                   |                   |           |  |  |       |       |       |
|  | Bahrajn           | Bahrajn           | 1                 |           |       |                        |                        |                        | Indonezja          | 3                  |                        |                        | Korea Południowa       | Korea Południowa | Korea Południowa | Korea Południowa | 1        | 3        |   |  |              | Japonia           | Japonia           | 3                 |                   |                   |                   |           |  |  |       |       |       |
|  |                   |                   |                   |           |       |                        |                        |                        |                    |                    |                        |                        | Korea Południowa       | Korea Południowa |                  |                  |          | 3        |   |  |              |                   |                   |                   |                   |                   |                   |           |  |  |       |       |       |
|  |                   |                   | Indonezja         | Indonezja | 2     |                        |                        |                        |                    |                    |                        |                        |                        |                  |                  |                  |          |          |   |  |              |                   |                   |                   |                   |                   |                   |           |  |  |       |       |       |
|  |                   |                   |                   | Indonezja | 2     |                        |                        |                        |                    |                    |                        |                        |                        |                  |                  |                  |          |          |   |  |              |                   |                   |                   |                   |                   |                   |           |  |  |       |       |       |
|  |                   |                   |                   |           |       |                        |                        |                        |                    |                    |                        |                        |                        |                  |                  |                  |          |          |   |  |              |                   |                   |                   |                   |                   |                   |           |  |  |       |       |       |
|  |                   |                   |                   |           |       |                        |                        |                        |                    |                    |                        |                        |                        |                  |                  |                  |          |          |   |  |              |                   |                   |                   |                   |                   |                   |           |  |  |       |       |       |
|  | Bahrajn           | Bahrajn           | 3                 |           |       |                        | Japonia                | Japonia                | 3                  |                    |                        |                        | Japonia                | Japonia          | 3                |                  |          |          |   |  |              |                   |                   |                   |                   |                   |                   |           |  |  |       |       |       |
|  | Bahrajn           | Bahrajn           | 3                 |           |       |                        | Japonia                | Japonia                | 3                  |                    |                        |                        | Japonia                | Japonia          | 3                |                  |          |          |   |  |              |                   |                   |                   |                   |                   |                   |           |  |  |       |       |       |
|  |                   |                   | Tajlandia         | Tajlandia | 2     |                        |                        |                        |                    |                    |                        |                        | Bahrajn                | Bahrajn          | 0                |                  |          |          |   |  |              |                   | Katar             | Katar             | 1                 |                   |                   |           |  |  |       |       |       |
|  |                   |                   |                   | Tajlandia | 2     |                        |                        |                        |                    |                    |                        |                        | Bahrajn                | Bahrajn          | 0                |                  |          |          |   |  |              |                   | Katar             | Katar             | 1                 |                   |                   |           |  |  |       |       |       |
|  |                   |                   |                   |           |       |                        |                        |                        |                    |                    |                        |                        |                        |                  |                  |                  |          |          |   |  |              |                   |                   |                   |                   |                   |                   |           |  |  |       |       |       |
|  |                   |                   |                   |           |       |                        |                        |                        |                    |                    |                        |                        |                        |                  |                  |                  |          |          |   |  |              |                   |                   |                   |                   |                   |                   |           |  |  |       |       |       |
|  | Chińskie Tajpej   | Chińskie Tajpej   | 3                 |           |       |                        |                        |                        |                    |                    |                        |                        |                        |                  |                  |                  |          |          |   |  |              |                   |                   |                   |                   |                   |                   |           |  |  |       |       |       |
|  | Chińskie Tajpej   | Chińskie Tajpej   | 3                 |           |       |                        |                        |                        |                    |                    |                        |                        |                        |                  |                  |                  |          |          |   |  |              |                   |                   |                   |                   |                   |                   |           |  |  |       |       |       |
|  |                   |                   | Irak              | Irak      | 0     |                        |                        |                        |                    |                    |                        |                        |                        |                  |                  |                  |          |          |   |  |              |                   |                   |                   |                   |                   |                   |           |  |  |       |       |       |
|  | Irak              | Irak              | Irak              | Irak      | 0     | 1                      |                        |                        |                    |                    | Chińskie Tajpej        | Chińskie Tajpej        | 0                      |                  |                  |                  |          |          |   |  |              |                   |                   |                   |                   |                   |                   |           |  |  |       |       |       |
|  | Irak              | Irak              |                   |           |       |                        |                        |                        |                    |                    | Chińskie Tajpej        | Chińskie Tajpej        | 0                      |                  |                  |                  |          |          |   |  |              |                   |                   |                   |                   |                   |                   |           |  |  |       |       |       |
|  |                   |                   | Tajlandia         | Tajlandia | 3     |                        |                        |                        |                    | Katar              | Katar                  | 3                      |                        |                  |                  |                  |          |          |   |  |              |                   |                   |                   |                   |                   |                   |           |  |  |       |       |       |
|  | Mecz o 9. miejsce | Mecz o 9. miejsce | Mecz o 9. miejsce | Tajlandia | 3     |                        |                        | Mecz o 11. miejsce     | Mecz o 11. miejsce | Mecz o 11. miejsce | Katar                  | 3                      |                        |                  | Katar            | Katar            | 3        |          |   |  |              | Mecz o 5. miejsce | Mecz o 5. miejsce | Mecz o 5. miejsce | Mecz o 3. miejsce | Mecz o 3. miejsce | Mecz o 3. miejsce |           |  |  |       |       |       |
|  | Mecz o 9. miejsce | Mecz o 9. miejsce | Mecz o 9. miejsce |           |       |                        |                        | Mecz o 11. miejsce     | Mecz o 11. miejsce | Mecz o 11. miejsce |                        |                        |                        |                  |                  |                  | 3        |          |   |  |              | Mecz o 5. miejsce | Mecz o 5. miejsce | Mecz o 5. miejsce | Mecz o 3. miejsce | Mecz o 3. miejsce | Mecz o 3. miejsce |           |  |  |       |       |       |
|  |                   |                   |                   |           |       |                        |                        |                        | Tajlandia          | Tajlandia          | 0                      |                        |                        |                  |                  |                  |          |          |   |  |              |                   |                   |                   |                   |                   |                   |           |  |  |       |       |       |
|  |                   |                   |                   |           |       |                        |                        |                        | Tajlandia          | Tajlandia          | 0                      |                        |                        |                  |                  |                  |          |          |   |  |              |                   |                   |                   |                   |                   |                   |           |  |  |       |       |       |
|  | Indonezja         | Indonezja         | 3                 | Indie     | Indie | 3                      |                        |                        |                    | Korea Południowa   | Korea Południowa       | 3                      | Chiny                  | Chiny            | 0                |                  |          |          |   |  |              |                   |                   |                   |                   |                   |                   |           |  |  |       |       |       |
|  | Indonezja         | Indonezja         | 3                 | Indie     | Indie | 3                      |                        |                        |                    | Korea Południowa   | Korea Południowa       | 3                      | Chiny                  | Chiny            | 0                |                  |          |          |   |  |              |                   |                   |                   |                   |                   |                   |           |  |  |       |       |       |
|  | Tajlandia         | Tajlandia         | 0                 | Irak      | Irak  | 0                      | Chińskie Tajpej        | Chińskie Tajpej        | 1                  | Katar              | Katar                  | 3                      |                        |                  |                  |                  |          |          |   |  |              |                   |                   |                   |                   |                   |                   |           |  |  |       |       |       |
|  | Tajlandia         | Tajlandia         | 0                 | Irak      | Irak  | 0                      | Chińskie Tajpej        | Chińskie Tajpej        | 1                  | Katar              | Katar                  | 3                      |                        |                  |                  |                  |          |          |   |  |              |                   |                   |                   |                   |                   |                   |           |  |  |       |       |       |

##### Mecze rundy Final 12
| Data  | Godz. | Drużyna 1        | Wynik | Drużyna 2 | 1     | 2     | 3     | 4     | 5     | Widzów | *  |
| ----- | ----- | ---------------- | ----- | --------- | ----- | ----- | ----- | ----- | ----- | ------ | -- |
| 23.08 | 10:15 | Korea Południowa | 3:2   | Indonezja | 25:16 | 19:25 | 22:25 | 25:19 | 16:14 | 1000   | 26 |
| 23.08 | 13:15 | Japonia          | 3:0   | Bahrajn   | 25:14 | 25:14 | 25:17 |       |       | 3500   | 22 |
| 23.08 | 16:15 | Katar            | 3:0   | Tajlandia | 25:23 | 25:19 | 25:22 |       |       | 6000   | 25 |
| 23.08 | 16:15 | Chiny            | 3:2   | Indie     | 31:29 | 19:25 | 25:18 | 22:25 | 15:13 | 500    | 23 |
| 23.08 | 19:15 | Iran             | 3:0   | Pakistan  | 25:18 | 25:15 | 25:13 |       |       | 8000   | 21 |
| 23.08 | 19:15 | Chińskie Tajpej  | 3:0   | Irak      | 25:19 | 25:18 | 25:18 |       |       | 1000   | 24 |

##### Ćwierćfinały rywalizacji o miejsca 7.-12.
| Data  | Godz. | Drużyna 1 | Wynik | Drużyna 2 | 1     | 2     | 3     | 4     | 5 | Widzów | *  |
| ----- | ----- | --------- | ----- | --------- | ----- | ----- | ----- | ----- | - | ------ | -- |
| 24.08 | 10:15 | Indie     | 0:3   | Indonezja | 29:31 | 18:25 | 12:25 |       |   | 200    | 30 |
| 24.08 | 13:15 | Irak      | 1:3   | Tajlandia | 25:22 | 19:25 | 20:25 | 18:25 |   | 500    | 31 |

##### Półfinały rywalizacji o miejsca 7.-10.
| Data  | Godz. | Drużyna 1 | Wynik | Drużyna 2 | 1     | 2     | 3     | 4     | 5     | Widzów | *  |
| ----- | ----- | --------- | ----- | --------- | ----- | ----- | ----- | ----- | ----- | ------ | -- |
| 24.08 | 10:15 | Pakistan  | 3:2   | Indonezja | 19:25 | 25:22 | 23:25 | 25:13 | 15:12 | 800    | 37 |
| 24.08 | 13:15 | Bahrajn   | 3:2   | Tajlandia | 17:25 | 20:25 | 25:23 | 25:21 | 15:10 | 3000   | 38 |

##### Mecz o 11. miejsce
| Data  | Godz. | Drużyna 1 | Wynik | Drużyna 2 | 1     | 2     | 3     | 4 | 5 | Widzów | *  |
| ----- | ----- | --------- | ----- | --------- | ----- | ----- | ----- | - | - | ------ | -- |
| 25.08 | 16:15 | Indie     | 3:0   | Irak      | 25:17 | 25:23 | 25:16 |   |   | 450    | 36 |

##### Mecz o 9. miejsce
| Data  | Godz. | Drużyna 1 | Wynik | Drużyna 2 | 1     | 2     | 3     | 4 | 5 | Widzów | *  |
| ----- | ----- | --------- | ----- | --------- | ----- | ----- | ----- | - | - | ------ | -- |
| 26.08 | 10:00 | Indonezja | 3:0   | Tajlandia | 25:21 | 25:23 | 25:21 |   |   | 250    | 42 |

##### Mecz o 7. miejsce
| Data  | Godz. | Drużyna 1 | Wynik | Drużyna 2 | 1     | 2     | 3     | 4     | 5 | Widzów | *  |
| ----- | ----- | --------- | ----- | --------- | ----- | ----- | ----- | ----- | - | ------ | -- |
| 26.08 | 13:00 | Pakistan  | 3:1   | Bahrajn   | 25:22 | 21:25 | 25:18 | 25:18 |   | 300    | 43 |

##### Ćwierćfinały
| Data  | Godz. | Drużyna 1       | Wynik | Drużyna 2        | 1     | 2     | 3     | 4     | 5 | Widzów | *  |
| ----- | ----- | --------------- | ----- | ---------------- | ----- | ----- | ----- | ----- | - | ------ | -- |
| 24.08 | 16:15 | Chińskie Tajpej | 0:3   | Katar            | 16:25 | 15:25 | 23:25 |       |   | 1200   | 33 |
| 24.08 | 19:15 | Chiny           | 3:1   | Korea Południowa | 21:25 | 25:22 | 28:26 | 25:18 |   | 2500   | 32 |

##### Półfinały
| Data  | Godz. | Drużyna 1 | Wynik | Drużyna 2 | 1     | 2     | 3     | 4     | 5 | Widzów | *  |
| ----- | ----- | --------- | ----- | --------- | ----- | ----- | ----- | ----- | - | ------ | -- |
| 25.08 | 16:15 | Japonia   | 3:1   | Katar     | 22:25 | 25:18 | 25:14 | 28:26 |   | 8000   | 41 |
| 25.08 | 19:15 | Iran      | 3:0   | Chiny     | 25:20 | 25:23 | 25:23 |       |   | 7000   | 40 |

##### Mecz o 5. miejsce
| Data  | Godz. | Drużyna 1        | Wynik | Drużyna 2       | 1     | 2     | 3     | 4     | 5 | Widzów | *  |
| ----- | ----- | ---------------- | ----- | --------------- | ----- | ----- | ----- | ----- | - | ------ | -- |
| 25.08 | 19:15 | Korea Południowa | 3:1   | Chińskie Tajpej | 18:25 | 25:23 | 25:14 | 25:19 |   | 1050   | 39 |

##### Mecz o 3. miejsce
| Data  | Godz. | Drużyna 1 | Wynik | Drużyna 2 | 1     | 2     | 3     | 4 | 5 | Widzów | *  |
| ----- | ----- | --------- | ----- | --------- | ----- | ----- | ----- | - | - | ------ | -- |
| 26.08 | 15:00 | Chiny     | 0:3   | Katar     | 23:25 | 19:25 | 18:25 |   |   | 7000   | 44 |

##### Finał
| Data  | Godz. | Drużyna 1 | Wynik | Drużyna 2 | 1     | 2     | 3     | 4 | 5 | Widzów | *  |
| ----- | ----- | --------- | ----- | --------- | ----- | ----- | ----- | - | - | ------ | -- |
| 26.08 | 18:00 | Iran      | 0:3   | Japonia   | 20:25 | 18:25 | 18:25 |   |   | 7500   | 45 |

#### Rywalizacja o miejsca 13.-17.
W związku z wycofaniem się Mongolii, drużynie Afganistanu przyznano walkowera.
|  |                         |                         |                         |            |            |                         |                         |                         |            |            |                    |                    |                    |
|  | Mecze o 13.-17. miejsce | Mecze o 13.-17. miejsce | Mecze o 13.-17. miejsce |            |            | Mecze o 13.-16. miejsce | Mecze o 13.-16. miejsce | Mecze o 13.-16. miejsce |            |            | Mecz o 13. miejsce | Mecz o 13. miejsce | Mecz o 13. miejsce |
|  | Mecze o 13.-17. miejsce | Mecze o 13.-17. miejsce | Mecze o 13.-17. miejsce |            |            | Mecze o 13.-16. miejsce | Mecze o 13.-16. miejsce | Mecze o 13.-16. miejsce |            |            | Mecz o 13. miejsce | Mecz o 13. miejsce | Mecz o 13. miejsce |
|  |                         |                         |                         |            |            |                         |                         |                         |            |            |                    |                    |                    |
|  |                         |                         |                         |            |            |                         |                         |                         |            |            |                    |                    |                    |
|  |                         |                         |                         | Hongkong   | Hongkong   | 0                       |                         |                         |            |            |                    |                    |                    |
|  |                         |                         |                         | Hongkong   | Hongkong   | 0                       |                         |                         |            |            |                    |                    |                    |
|  | Uzbekistan              | Uzbekistan              | 1                       |            |            | Kazachstan              | Kazachstan              | 3                       |            |            |                    |                    |                    |
|  | Uzbekistan              | Uzbekistan              | 1                       |            |            | Kazachstan              | Kazachstan              | 3                       |            |            |                    |                    |                    |
|  | Kazachstan              | Kazachstan              | 3                       |            |            |                         |                         |                         | Kazachstan | Kazachstan | 3                  |                    |                    |
|  | Kazachstan              | Kazachstan              | 3                       |            |            |                         |                         |                         | Kazachstan | Kazachstan | 3                  |                    |                    |
|  |                         |                         |                         |            |            | Afganistan              | Afganistan              | 1                       |            |            |                    |                    |                    |
|  |                         |                         |                         |            |            | Afganistan              | Afganistan              | 1                       |            |            |                    |                    |                    |
|  |                         |                         |                         | Bangladesz | Bangladesz | 1                       |                         |                         |            |            |                    |                    |                    |
|  |                         |                         |                         | Bangladesz | Bangladesz | 1                       |                         |                         |            |            |                    |                    |                    |
|  | Mongolia                | Mongolia                | 0                       |            |            | Afganistan              | Afganistan              | 3                       |            |            | Mecz o 15. miejsce | Mecz o 15. miejsce | Mecz o 15. miejsce |
|  | Mongolia                | Mongolia                | 0                       |            |            | Afganistan              | Afganistan              | 3                       |            |            | Mecz o 15. miejsce | Mecz o 15. miejsce | Mecz o 15. miejsce |
|  | Afganistan wo           | Afganistan wo           | 3                       |            |            |                         |                         |                         |            |            |                    |                    |                    |
|  | Afganistan wo           | Afganistan wo           | 3                       |            |            |                         |                         |                         |            |            |                    |                    |                    |
|  |                         |                         |                         | Hongkong   | Hongkong   | 1                       |                         |                         |            |            |                    |                    |                    |
|  |                         |                         |                         | Hongkong   | Hongkong   | 1                       |                         |                         |            |            |                    |                    |                    |
|  | Bangladesz              | Bangladesz              | 3                       |            |            |                         |                         |                         |            |            |                    |                    |                    |
|  | Bangladesz              | Bangladesz              | 3                       |            |            |                         |                         |                         |            |            |                    |                    |                    |

##### Ćwierćfinały rywalizacji o miejsca 13.-17.
| Data  | Godz. | Drużyna 1  | Wynik  | Drużyna 2  | 1     | 2     | 3     | 4     | 5 | Widzów | *  |
| ----- | ----- | ---------- | ------ | ---------- | ----- | ----- | ----- | ----- | - | ------ | -- |
| 23.08 | 13:15 | Uzbekistan | 1:3    | Kazachstan | 25:18 | 23:25 | 17:25 | 19:25 |   | 300    | 19 |
| 23.08 | 16:15 | Mongolia   | 0:3(w) | Afganistan | 0:25  | 0:25  | 0:25  |       |   | -      |    |

W związku z wycofaniem się Mongolii, drużynie Afganistanu przyznano walkowera.

##### Półfinały rywalizacji o miejsca 13.-16.
| Data  | Godz. | Drużyna 1  | Wynik | Drużyna 2  | 1     | 2     | 3     | 4     | 5 | Widzów | *  |
| ----- | ----- | ---------- | ----- | ---------- | ----- | ----- | ----- | ----- | - | ------ | -- |
| 24.08 | 13:15 | Hongkong   | 0:3   | Kazachstan | 18:25 | 17:25 | 17:25 |       |   | 100    | 28 |
| 24.08 | 16:15 | Bangladesz | 1:3   | Afganistan | 25:22 | 21:25 | 23:25 | 21:25 |   | 120    | 29 |

##### Mecz o 15. miejsce
| Data  | Godz. | Drużyna 1 | Wynik | Drużyna 2  | 1     | 2     | 3     | 4     | 5 | Widzów | *  |
| ----- | ----- | --------- | ----- | ---------- | ----- | ----- | ----- | ----- | - | ------ | -- |
| 25.08 | 10:15 | Hongkong  | 1:3   | Bangladesz | 22:25 | 23:25 | 25:20 | 19:25 |   | 200    | 34 |

##### Mecz o 13. miejsce
| Data  | Godz. | Drużyna 1  | Wynik | Drużyna 2  | 1     | 2     | 3     | 4     | 5 | Widzów | *  |
| ----- | ----- | ---------- | ----- | ---------- | ----- | ----- | ----- | ----- | - | ------ | -- |
| 25.08 | 13:15 | Kazachstan | 3:1   | Afganistan | 23:25 | 25:20 | 25:17 | 25:13 |   | 400    | 35 |

## Klasyfikacja końcowa
| Miejsce | Reprezentacja    | Uwagi                            |
| ------- | ---------------- | -------------------------------- |
| 1.      | Japonia          | Awans na Mistrzostwa Świata 2025 |
| 2.      | Iran             | Awans na Mistrzostwa Świata 2025 |
| 3.      | Katar            | Awans na Mistrzostwa Świata 2025 |
| 4.      | Chiny            |                                  |
| 5.      | Korea Południowa |                                  |
| 6.      | Chińskie Tajpej  |                                  |
| 7.      | Pakistan         |                                  |
| 8.      | Bahrajn          |                                  |
| 9.      | Indonezja        |                                  |
| 10.     | Tajlandia        |                                  |
| 11.     | Indie            |                                  |
| 12.     | Irak             |                                  |
| 13.     | Kazachstan       |                                  |
| 14.     | Afganistan       |                                  |
| 15.     | Bangladesz       |                                  |
| 16.     | Hongkong         |                                  |
| 17.     | Uzbekistan       |                                  |

## Nagrody indywidualne
| Najlepszy zawodnik (MVP) | Najlepszy atakujący | Najlepsi przyjmujący        | Najlepsi środkowi                   | Najlepszy rozgrywający | Najlepszy libero |
| ------------------------ | ------------------- | --------------------------- | ----------------------------------- | ---------------------- | ---------------- |
| Yūki Ishikawa            | Amin Esma’ilneżad   | Ran Takahashi Raimi Wadidie | Belal Nabel Abunabot Taishi Onodera | Mohammad Taher Wadi    | Yang Yiming      |